# Stachytarpheta
Artykuł ten został zgłoszony do umieszczenia na stronie głównej w rubryce „Czy wiesz”.
Pomóż nam go sprawdzić: oceń zgłoszoną nominację.

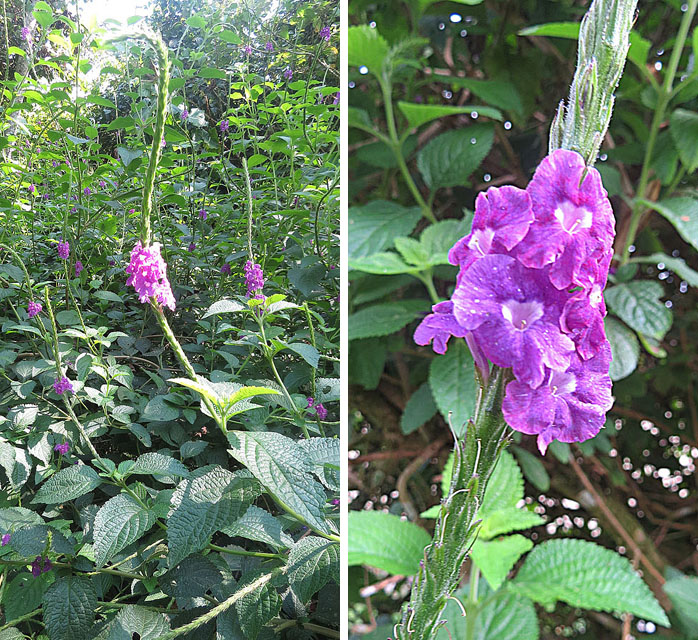
Stachytarpheta cayennensis

Stachytarpheta – rodzaj roślin z rodziny werbenowatych (Verbenaceae). Obejmuje ponad 120 gatunków. Rośliny te występują jako rodzime w strefie międzyzwrotnikowej kontynentów amerykańskich i Afryki, a jako introdukowane w południowej i południowo-wschodniej Azji, w północnej Australii oraz wyspach Oceanii. 
Niektóre gatunki wykorzystywane są jako rośliny lecznicze, część sadzona jest jako rośliny ozdobne (m.in. S. urticifolia uprawiana jest w Afryce jako roślina żywopłotowa). Liście S. jamaicensis stosowane bywają jako substytut herbaty. Liczne gatunki to rośliny ruderalne i chwasty upraw.

## Morfologia

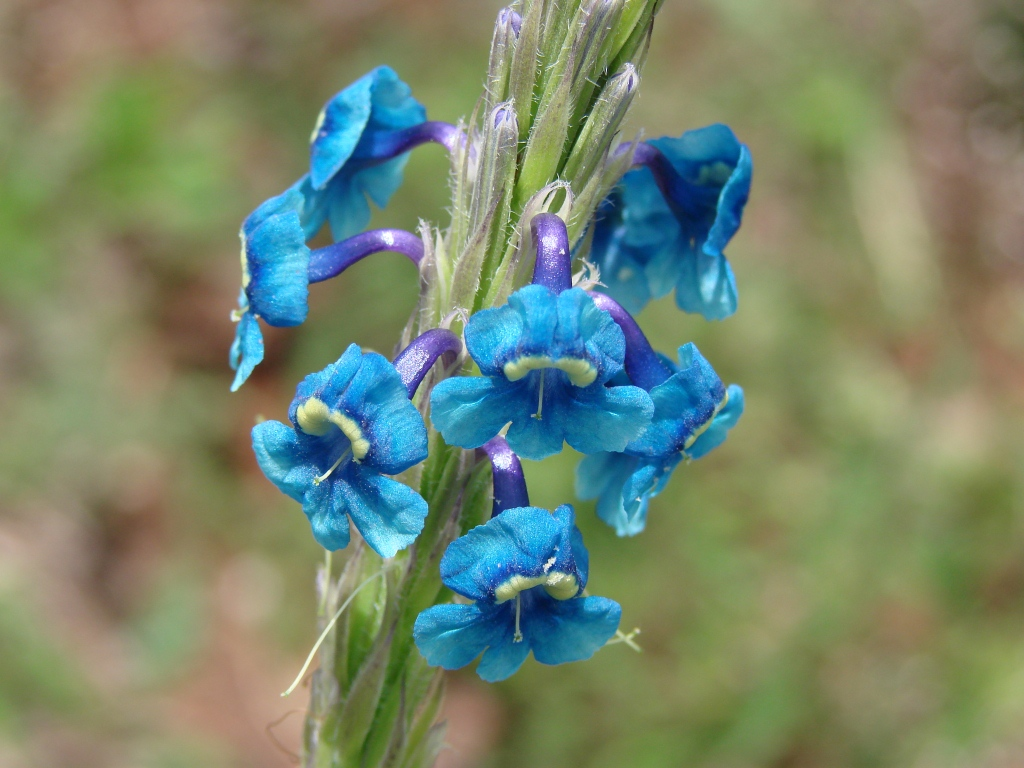
Stachytarpheta gesnerioides

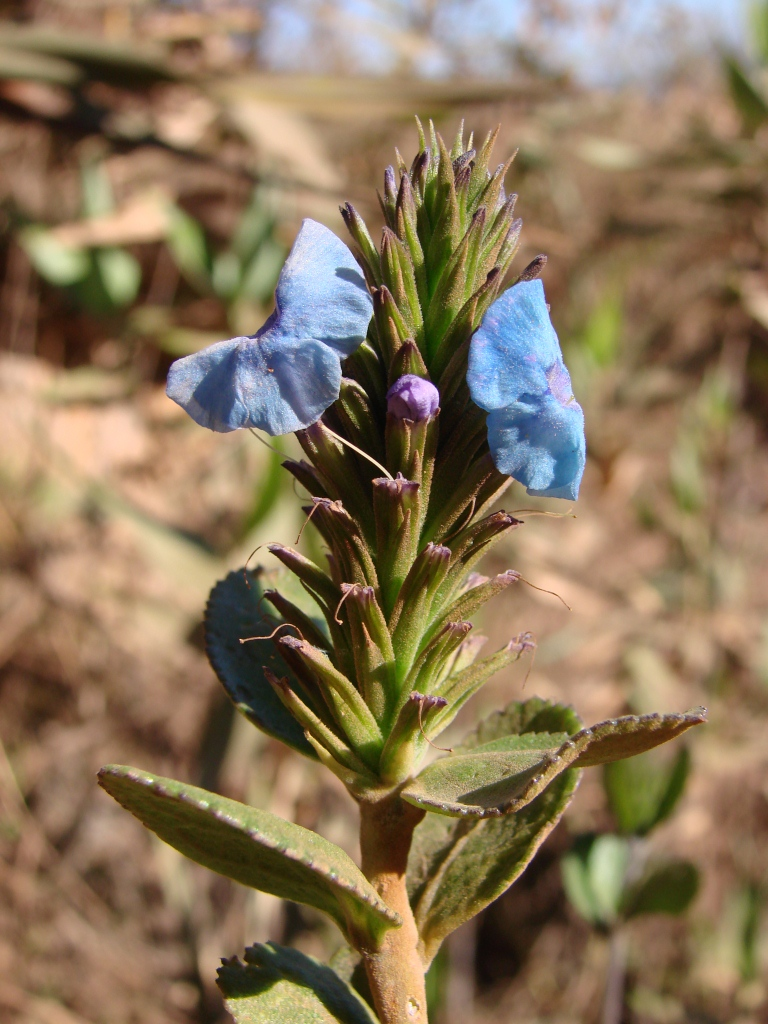
Stachytarpheta reticulata

PokrójKrzewy i byliny o drewniejących pędach. Łodygi rozgałęziają się zwykle widlasto i są często owłosione.
LiścieNaprzeciwległe, ogonkowe, pojedyncze, karbowane lub ząbkowane.
KwiatyZebrane w szczytowy kłos wydłużony lub skrócony, wsparte przysadkami. Kwiaty są siedzące, czasem wgłębione w oś kwiatostanu. Kielich jest walcowaty, zakończony 2–5 łatkami. Korona jest biała, niebieska, fioletowa, różowa, czerwona do niemal czarnej, lejkowata, czasem z płasko rozpostartym rąbkiem składającym się z 5 łatek. Rurka jest prosta lub wygięta. Pręciki są cztery, z czego dwa płodne i dwa prątniczki. Szyjka słupka jest trwała, zwieńczona główkowatym znamieniem.
OwoceSuche rozłupnie schowane w trwałym kielichu, rozpadające się na dwie jednonasienne rozłupki.

## Systematyka
Pozycja systematyczna
Rodzaj z rodziny werbenowatych Verbenaceae, w której obrębie klasyfikowany jest do plemienia Symphorematoideae.
Wykaz gatunków
- Stachytarpheta × abortiva Danser
- Stachytarpheta acuminata DC. ex Schauer
- Stachytarpheta × adulterina Urb. & Ekman
- Stachytarpheta ajugifolia Schauer
- Stachytarpheta albiflora DC. ex Schauer
- Stachytarpheta almasensis Mansf.
- Stachytarpheta amplexicaulis Moldenke
- Stachytarpheta andersonii Moldenke
- Stachytarpheta angolensis Moldenke
- Stachytarpheta arenaria S.Atkins
- Stachytarpheta atkinsiae Harley & Giul.
- Stachytarpheta bicolor Hook.f.
- Stachytarpheta boldinghii Moldenke
- Stachytarpheta brasiliensis Moldenke
- Stachytarpheta brevibracteata (Moldenke) P.H.Cardoso
- Stachytarpheta bromleyana S.Atkins
- Stachytarpheta cajamarcensis Moldenke
- Stachytarpheta calderonii Moldenke
- Stachytarpheta candida Moldenke
- Stachytarpheta canescens Kunth
- Stachytarpheta cassiae S.Atkins
- Stachytarpheta cayennensis (Rich.) Vahl
- Stachytarpheta cearensis Moldenke
- Stachytarpheta chapadensis Moldenke
- Stachytarpheta chascanoides (Moldenke) P.H.Cardoso
- Stachytarpheta coccinea Schauer
- Stachytarpheta commutata Schauer
- Stachytarpheta confertifolia Moldenke
- Stachytarpheta crassifolia Schrad.
- Stachytarpheta × debilis Danser
- Stachytarpheta diamantinensis Moldenke
- Stachytarpheta discolor Cham.
- Stachytarpheta eimeariae Giul. & Harley
- Stachytarpheta elegans Welw.
- Stachytarpheta fiebrigii Moldenke
- Stachytarpheta flavovirescens P.H.Cardoso
- Stachytarpheta frantzii Pol.
- Stachytarpheta friedrichsthali i Hayek
- Stachytarpheta froesii Moldenke
- Stachytarpheta fruticosa (Millsp.) B.L.Rob.
- Stachytarpheta ganevii S.Atkins
- Stachytarpheta gesnerioides Cham.
- Stachytarpheta glabra Cham.
- Stachytarpheta glandulosa S.Atkins
- Stachytarpheta glauca (Pohl) Walp.
- Stachytarpheta glazioviana S.Atkins
- Stachytarpheta × gracilis Danser
- Stachytarpheta grandiflora P.H.Cardoso & Salimena
- Stachytarpheta harleyi S.Atkins
- Stachytarpheta hassleri Briq.
- Stachytarpheta hintonii Moldenke
- Stachytarpheta hirsutissima Link
- Stachytarpheta hispida Nees & Mart.
- Stachytarpheta × hybrida Moldenke
- Stachytarpheta indica (L.) Vahl
- Stachytarpheta integrifolia (Pohl) Walp.
- Stachytarpheta × intercedens Danser
- Stachytarpheta itambensis S.Atkins
- Stachytarpheta jamaicensis (L.) Vahl
- Stachytarpheta kriegeriana P.H.Cardoso & Salimena
- Stachytarpheta lacunosa Mart. ex Schauer
- Stachytarpheta lajedicola P.H.Cardoso
- Stachytarpheta lanata Schauer
- Stachytarpheta linearis Moldenke
- Stachytarpheta liviae P.H.Cardoso & Salimena
- Stachytarpheta longespicata (Pohl) S.Atkins
- Stachytarpheta longibracteata Cardoso
- Stachytarpheta longiflora Turcz.
- Stachytarpheta longipedicellat a (Moldenke) P.H.Cardoso
- Stachytarpheta lopez-palacii Moldenke
- Stachytarpheta luisana (Standl.) Standl.
- Stachytarpheta lychnitis Mart. ex Schauer
- Stachytarpheta lythrophylla Schauer
- Stachytarpheta macedoi Moldenke
- Stachytarpheta marginata Vahl
- Stachytarpheta martiana Schauer
- Stachytarpheta meninii P.H.Cardoso
- Stachytarpheta mexiae Moldenke
- Stachytarpheta microphylla Walp.
- Stachytarpheta minasensis (S.Atkins) P.H.Cardoso
- Stachytarpheta miniacea Moldenke
- Stachytarpheta mollis Moldenke
- Stachytarpheta monachinoi Moldenke
- Stachytarpheta mutabilis (Jacq.) Vahl
- Stachytarpheta oblongifolia P.H.Cardoso & Salimena
- Stachytarpheta odorata P.H.Cardoso & Salimena
- Stachytarpheta olearyana P.H.Cardoso
- Stachytarpheta orubica (L.) Vahl
- Stachytarpheta pachystachya Mart. ex Schauer
- Stachytarpheta paraguariensis Moldenke
- Stachytarpheta peruviana Moldenke
- Stachytarpheta piranii S.Atkins
- Stachytarpheta pohliana Cham.
- Stachytarpheta praetermissa Giul. & P.H.Cardoso
- Stachytarpheta procumbens Moldenke
- Stachytarpheta puberula (Moldenke) S.Atkins
- Stachytarpheta pycnodonta Urb.
- Stachytarpheta quadrangula Nees & Mart.
- Stachytarpheta quirosana Moldenke
- Stachytarpheta radlkoferiana Mansf.
- Stachytarpheta ratteri (S.Atkins) P.H.Cardoso
- Stachytarpheta restingensis Moldenke
- Stachytarpheta reticulata Mart. ex Schauer
- Stachytarpheta rhomboidalis (Pohl) Walp.
- Stachytarpheta rivularis Moldenke
- Stachytarpheta rizzoi Cardoso
- Stachytarpheta salimenae P.H.Cardoso & Menini
- Stachytarpheta scaberrima Cham.
- Stachytarpheta schottiana Schauer
- Stachytarpheta sellowiana Schauer
- Stachytarpheta sericea S.Atkins
- Stachytarpheta sessilis Moldenke
- Stachytarpheta sobraliana P.H.Cardoso, R.J.V.Alves & Salimena
- Stachytarpheta spathulata Moldenke
- Stachytarpheta speciosa Pohl ex Schauer
- Stachytarpheta sprucei Moldenke
- Stachytarpheta stannardii S.Atkins
- Stachytarpheta steyermarkii Moldenke
- Stachytarpheta straminea Moldenke
- Stachytarpheta strigosa Vahl
- Stachytarpheta subincisa Turcz.
- Stachytarpheta svensonii Moldenke
- Stachytarpheta × trimenii Rech.
- Stachytarpheta trinitensis Moldenke
- Stachytarpheta trispicata Nees & Mart.
- Stachytarpheta tuberculata S.Atkins
- Stachytarpheta urticifolia Sims
- Stachytarpheta velutina Moldenke
- Stachytarpheta vianae P.H.Cardoso
- Stachytarpheta villosa (Pohl) Cham.
- Stachytarpheta violacea Miranda
- Stachytarpheta viscidula Schauer
- Stachytarpheta weberbaueri Moldenke